# Johannes Tanner (politico 1594)
Johannes Tanner (Herisau, 22 gennaio 1594 – circa 1665) è stato un politico svizzero.

## Biografia
Figlio di Laurenz Tanner, conciatore e capitano generale, e di Verena Frischknecht. Nel 1622 sposò Elisabeth Schiess, vedova Merz, figlia di Jos Schiess, oste e sindaco di Herisau. Verosimilmente attivo come oste, parallelamente assunse anche le cariche di fabbriciere e di cancelliere comunale a Herisau dal 1629 al 1635. Fu capitano generale di Appenzello Esterno dal 1630 al 1636, Landamano dal 1636 al 1660 e 39 volte inviato alla Dieta federale 1636 al 1657. Nel 1647-1648 fu tra i promotori della costruzione di una chiesa a Schwellbrunn.
Durante il suo mandato in governo si ebbero i dissidi tra le due parti del Paese per l'attribuzione delle cariche cantonali, risolti nel 1647 con l'istituzione del principio di rotazione e di un doppio esecutivo. Tanner si era rivolto a Zurigo, dove poteva contare su buone relazioni, chiedendo una mediazione. Nella disputa sulla realizzazione di una chiesa nel comune di Kurzenberg, attorno al 1650-1652, si schierò in modo deciso a favore di un unico edificio a Wolfhalden e si oppose sempre allo sfaldamento del comune. Su richiesta di Zurigo, nel 1653 inviò di propria iniziativa un contingente di truppe appenzellesi per sedare l'insurrezione dei contadini nell'Entlebuch, scatenando proteste talvolta violente tra la popolazione.
Nel 1660 rinunciò alla rielezione quale Landamano a seguito delle forti resistenze contro le innovazioni di cui si era fatto portatore nell'ordinamento ecclesiastico, in quelli matrimoniali e nel Codice cantonale (Landbuch). Nonostante la sua assenza, la Landsgemeinde lo rielesse. Tanner affidò però la carica al figlio Johannes Tanner.